# 西崎泰正
西崎 泰正（にしざき たいせい、1974年2月19日 - ）は日本の漫画家。岡山県岡山市出身。現在も岡山市在住。

## 略歴
生まれつき骨が弱く骨折を繰り返したことから会社勤めは出来ないと考えて漫画家を志し、アシスタントを経て27歳の時にデビュー。当初はマエダフトシ名義で成人漫画を描いていたが、2003年（平成15年）に『漫画アクション』に短期連載された『士魂の風』以降、西崎泰正名義で活動している。2011年（平成23年）から翌年にかけて『週刊漫画TIMES』に連載した『ハルカの陶』で、原作者のディスク・ふらいとともに2011年度「岡山芸術文化賞」功労賞に選出された。また、『漫画サンデー』（実業之日本社）で連載した『監禁探偵』は2013年（平成25年）に映画化されている。

## 主な作品
- カリスマ（原作：新堂冬樹、構成：八潮路つとむ）
- 闘茶大名 利休七哲（原作：工藤かずや）
- 異説太閤記 戦国の猿
- 檄〜大塩平八郎の道〜（構成:八潮路つとむ）
- 監禁探偵（原作：我孫子武丸）
- ロミオのオトナ観察日記（イラスト 原作：ディスク・ふらい）
- ザ・非情勤講師（原作：ディスク・ふらい）
- ハルカの陶（原作：ディスク・ふらい）
- 神様のバレー（原作：渡辺ツルヤ）